# 克羅伊茨基希巴赫河
48°57′06″N 12°40′32″E / 48.95157°N 12.67561°E
克羅伊茨基希巴赫河（德語：Kreuzkirchner Bach），是德國的河流，位於該國東南部，由巴伐利亞負責管轄，屬於梅納赫河的支流，河道全長0.5公里，河畔城鎮有米特費爾斯。